# Кумани
Кумани (мађ. Kunok, рум. Cumani), такође познати и као западни део народа Кипчак (Кумани), били су народ туркијског порекла који су живели у Кипчачком канату. Кумани су били номадско племе које је настањивало пределе северно од Црног мора, дуж реке Волге познатог под именом „Куманија”. После монголске инвазије (1237), многи су тражили уточиште у Краљевини Угарској, пошто се много Кумана населило у Угарској, Другом бугарском царству у којој су играли важну улогу у развоју државе и Анадолији пре инвазије.‍:2‍:283
У вези са Печенезима, они су насељавали променљиво подручје северно од Црног мора и дуж реке Волге познато као Куманија, одакле су се Кумано-кипчаци мешали у политику Кавказа и Хорезмијског царства.‍:7 Кумани су били жестоки и страшни номадски ратници евроазијске степе који су извршили трајни утицај на средњовековни Балкан.‍:116 Они су били бројни, културно софистицирани и војно моћни.‍:13
Многи су се на крају населили западно од Црног мора, утичући на политику Кијевске Русије, Галичко-волинске кнежевине, каната Златне Хорде, Другог бугарског царства, Краљевине Србије, Краљевине Угарске, Молдавије, Краљевине Грузије, Византијско царство, Никејско царство, Латинско царство и Влашку, са куманским имигрантима који су се интегрисали у елиту сваке земље.‍:281 Кумани су такође играли истакнуту улогу у Четвртом крсташком рату и у стварању Другог бугарског рата. Царство.‍:50 Куманска и кипчачка племена су се политички удружила да би створила Куманско-кипчачку конфедерацију.‍:7
Кумански језик је посведочен у неким средњовековним документима и најпознатији је од раних туркијских језика.‍:186 Codex Cumanicus је био лингвистички приручник написан да помогне католичким мисионарима да комуницирају са куманским народом.

## Историја
У пределе јужне Украјине, некадашње Молдавије и Влашке и дела Трансилваније Кумани су ушли у 11. веку. Једном када су запосели ове пределе и учврстили се, наставили су да упадају у на територије Византијског царства, Краљевине Угарске и Кијевске Русије. Мађарски краљ Ладислав први их је поразио 1089. године.
Своју државу Кумани су прогласили у 11. веку под именом „Куманија”. То су биле територије где се данас налазе Молдавија и Влашка.
Печенези, полуномадски народ који је живео у југозападним деловима Евроазије је долазио у сукоб са Куманима. Последњи познати сукоб су имали 1094. када су их Кумани поразили. Многи Печењези су убијени, а остали су асимиловани од стране Кумана.
У Влашко-бугарском устанку против Византије, Кумани су играли значајну улогу у победи побуњеника и поновног проглашења бугарске независности 1185. године.
Кумани су такође у 12. веку поразили великог кнеза Кијевске Русије Владимира Мономаха у бици код реке Стугне, али су их разбили Монголи 1238. године, после чега су се разишли по околним државама Влашке, Молдавије, Мађарске, Бугарске и Византије.
После много сукоба са Мађарима, већина Кумана, заједно са Јасима, напустила је Мађарску и придружила се својим избеглим племенима у Бугарској. Кумани који су пребегли у руске степе су се придружиле монголским Златним хордама.
Мађарски краљеви су присвајали територије на којима су се налазили Кумани, тако да су мађарски краљеви династије Арпад и Анжуј имали и титуле краља Куманије (rex Cumaniae).
У 13. веку западни Кумани су прихватили католицизам, у Мађарској су постали калвинисти, у Молдавији (Гагаузи) су прихватили православну веру, док су источни Кумани прихватили ислам.
Утицај Кумана у почетку је био толики да су у Молдавији и Влашкој преузимали куманска имена, не само обичан народ него чак и владари. Међутим, временом су се асимиловали и преовладао је румунски утицај и већина се у тим крајевима почела изјашњавати као Румуни.
Басараб први, син влашког принца Тихомира Влашког, одржао је независност од Мађарске све до почетка 14. века. Басараб се сматра куманским именом и има значење „отац краљ”.
Од средине 13. века када су дошли на простор Баната, населили су земљиште у троуглу између данашњих насеља: Валкањ-Наково-Падеј. Средиште ове територије налазило се у средњовековном насељу Сентеш, од којег се сачувао истоимени назив потеса, југозападно од Мокрина. У 16. веку, за време најезде Турака подручје Кумана је бивало све мање, на подручју између Дунава и Тисе Кумани су били протерани и уништени. У ово време (у попису из 1558) се та подручја први пут називају „мали” Кумани (Кишкуншаг) и „велики” Кумани (Нађкуншаг) у зависности од њихове преостале бројности.
Утицај Кумана је веома дуго остао у Мађарској, све до краја 17. века. То се огледало у куманском језику и обичајима који су се одржали у Мађарској краљевској жупанији Куншаг (Kunság)
Генерално је прихваћено да бугарске династије Асен, Шишман и Тертер имају куманске корене.

## Оставштина
Док је сам кумански народ био асимилован од стране осталих народа, њихово име се може срести и данас у различитим облицима и крајевима. Изврсни примери за то су место Куманово у Северној Македонији (чији житељи себе називају Кумани), затим у Румунији Команешти (Comăneşti) и у Бугарској Комана, као и села Кумане у општини Нови Бечеј и село Куманица у општини Ивањица у Србији. У Мађарској су приликом насељавања на Мађарске територије у 1238. године имали своју сопствену управу и територија где су били колонизирани добила је име по њима Куншаг (Kunság) и у том облику је територија остала позната све до 19. века.
Име Кумана (Kun) је и данас присутно у Мађарској у жупанијама Бач-Кишкун и Јас-Нађкун-Солнок и у именима градова Кишкунхалаш и Кунсентмиклош.
У Мађарској Кумани су били организовани у четири племена (Колбас/Олаш у великој Куманији близу места Карцаг а остале три у јужном делу запоседнуте територије).
Друга група Кумана је Палоцка група. Ова група живи у северној Мађарској и јужној Словачкој и има специфичан дијалекат. Њихово Куманско порекло није документовано али ја говор потпуно исти па их лингвисти сврставају у исту групу народа.
Језик Кумана је најдуже остао сачуван у Мађарској, али је по доласку Турака у 17. веку заувек изгубљен.
Топоними са основом куманског језика се још могу наћи у Румунији у жупанијама Vaslui и Galaţi.
У крајевима где је постојала асимилација Кумана, честа су и презимена које у основи имају назив „Кумани” као што су „Куман”, „Коман” или „Кун” (Нађа Команечи (Nadia Comăneci), Отилија Коман (Otilia Coman) и Николај Команеску (Nicolai Comănescu)). У Бугарској презиме „Куманов” и македонска варијанта „Кумановски” и најзад у Мађарској презиме „Кун” (Бела Кун).
Кумани односно Половци се појављују у старом руском епу „Спев о Игоровом походу” у коме је описан поход Игора Свјатославића против њих. По мотивима овог епа Александар Бородин је написао оперу „Кнез Игор” (довршио ју је Николај Римски Корсаков), чији засебан балетски део чине тзв. „Половачке игре”.

## Данашњи Кумани
- Ношња Кумана
- Кумански коњаник
- Кумански коњаник показује вештину
- Ношња 1930.